# ليونارد هويل (كاتب)
ليونارد هويل (بالإنجليزية: Leonard Howell)‏ هو كاتب جامايكي، ولد في 16 يونيو 1898 في أبرشية كلارندون في جامايكا، وتوفي في 12 فبراير 1981 في كينغستون في جامايكا.